# Schoolroom Glacier
Der Schoolroom Glacier ist ein Gletscher im Grand-Teton-Nationalpark im Westen des US-Bundesstaates Wyoming.

## Geographie
Der Schoolroom Glacier liegt im westlichen Teil der Teton Range, einer Bergkette, die sich etwa 100 km in Nord-Süd-Richtung durch das westliche Wyoming zieht. Der Gletscher liegt innerhalb des Grand-Teton-Nationalparks, nahe der Grenze zur Jedediah Smith Wilderness des Caribou-Targhee National Forest. Er liegt am südwestlichen Ende des Cascade Canyons auf einer Höhe von ca. 3100 m, direkt unterhalb des Grates, der sich von der Felsklippe The Wall bis zum Table Mountain erstreckt. Unmittelbar westlich des Gletschers verläuft der von Norden durch den Cascade Canyon kommende und nach Süden durch das Alaska Basin verlaufende Teton Crest Trail über den Hurricane Pass auf 3151 m. Westlich des Passes erhebt sich der Battleship Mountain. Der Gletscher entwässert sich über den Cascade Creek durch den Cascade Canyon in den Jenny Lake und über den Cottonwood Creek in den Snake River.

## Glaziologie
Der Schoolroom Glacier ist einer von 11 verbliebenen Gletschern der Teton Range, die alle während der kleinen Eiszeit gebildet wurden und seit Mitte des 19. Jahrhunderts an Fläche verlieren. Der Schoolroom Glacier weist typische Merkmale eines Gletschers auf, dazu gehören kleine Moränen, mehrere Gletscherspalten sowie weitere Auffälligkeiten, die dem Gletscher den Namen Schoolroom (dt.: Klassenzimmer) verliehen haben. Unterhalb des Gletschers liegt zudem ein kleiner Karsee, der durch die Bewegungen des Gletschers vor dessen Rückzug entstanden ist. Im Zuge des weltweiten Gletscherschwundes verliert auch der Schoolroom Glacier seit mehreren Jahrzehnten deutlich an Fläche und wird voraussichtlich bis zum Jahre 2030 vollständig geschmolzen sein.

## Belege
1. ↑  Geonames: Schoolroom Glacier. Abgerufen am 26. Februar 2022.
2. ↑  Naturalatlas: Schoolroom Glacier. Abgerufen am 26. Februar 2022 (englisch).
3. ↑  Tarn and Moraine of Schoolroom Glacier - EPOD - a service of USRA. Abgerufen am 26. Februar 2022.
4. ↑  Cody Cottier • Photography by Bradly J. Boner: Melting ice: a Schoolroom lesson. Abgerufen am 26. Februar 2022 (englisch).